# Solució Barcelona

Esquema representant la solució Barcelona. Les fletxes indiquen el sentit dels viatgers.

En el món ferroviari, s'anomena solució Barcelona (a l'estranger també és coneguda com a solució espanyola) a una configuració de les estacions en què per una sola via s'utilitzen dues andanes, una a cada costat de la via: una per on entren els passatgers al tren i l'altra per la que en surten. Amb aquesta configuració s'intenta disminuir el temps de parada a cada estació. Aquest sistema s'utilitza especialment en xarxes de metro.
Generalment la configuració de les estacions que utilitzen la solució Barcelona sol ser de dues vies (una per cada sentit) amb dues andanes laterals i una de central. En alguns casos, com a La Bonanova o Muntaner, s'utilitzen les andanes laterals per entrar al tren, i la central per baixar-ne. En altres casos, s'utilitza l'andana central per entrar i les laterals per baixar. També hi ha el cas que no estigui especificat, permetent alhora l'entrada i sortida per qualsevol andana, com a Glòries.
El primer lloc on es va utilitzar va ser l'estació de King William Street del metro de Londres, l'any 1895. Fora d'Europa, aquest sistema es va aplicar a les estacions de Park Street de Boston (1912) i Chambers Street a Nova York (1913). Però pren el nom de Barcelona perquè va ser en aquesta ciutat on moltes estacions del metro es van construir o reformar utilitzant aquest criteri durant la primera meitat del segle xx.

## Aplicació a Barcelona

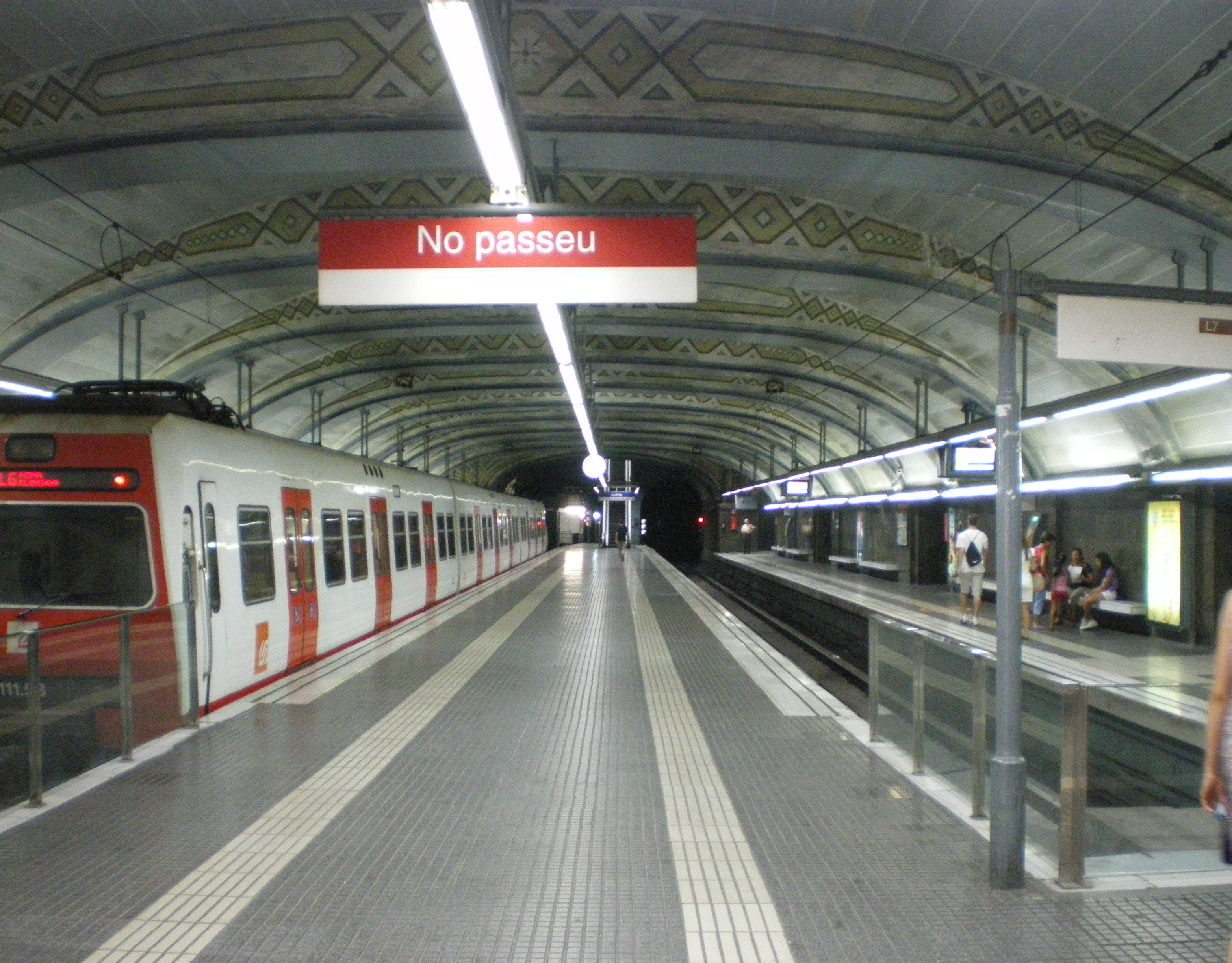
Estació de Plaça Catalunya dels Ferrocarrils de la Generalitat.

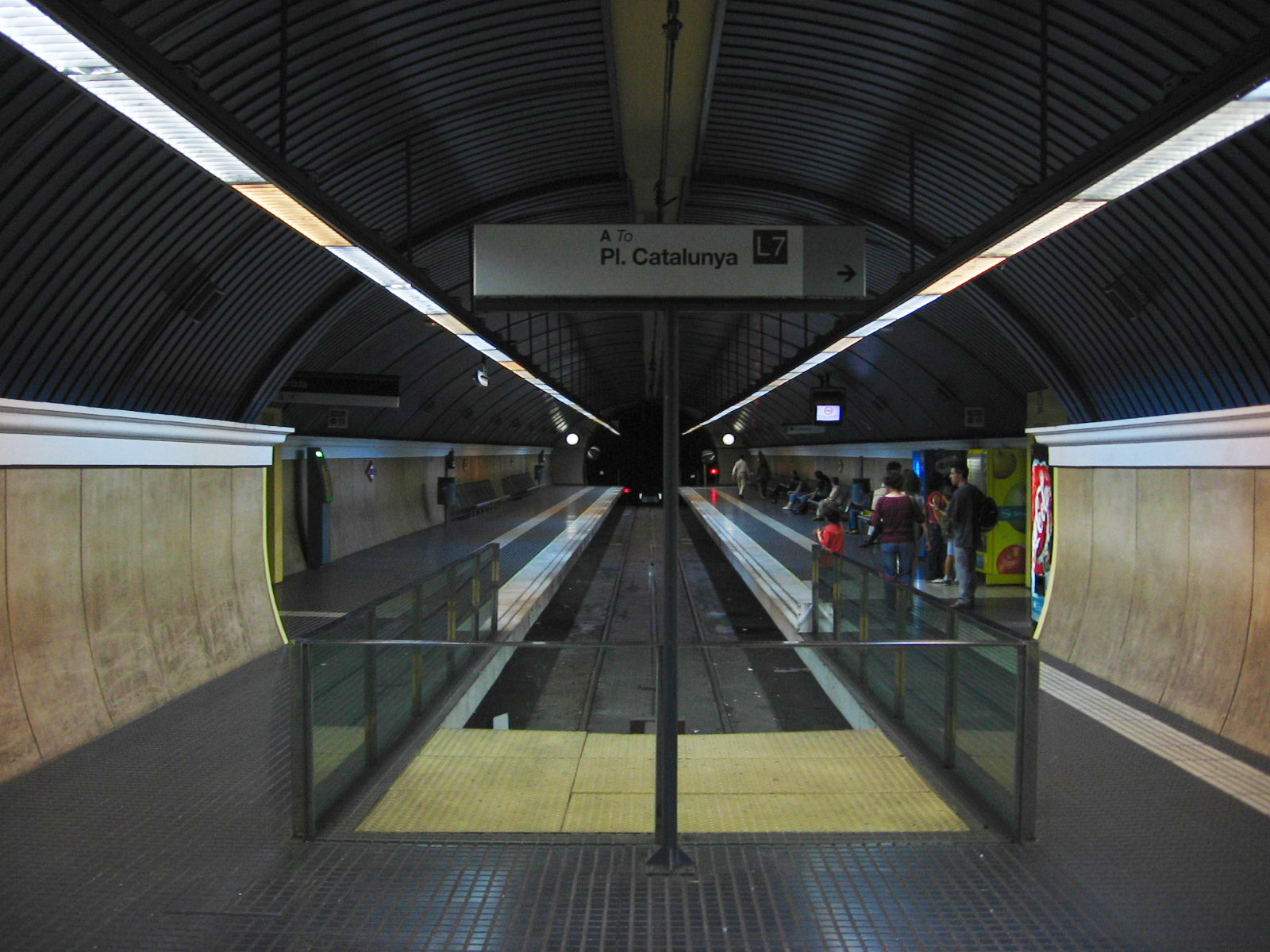
Estació d'Avinguda Tibidabo. A l'esquerra, l'andana de baixada. A la dreta, la d'espera i pujada.

### Ferrocarril de Sarrià
S'utilitza per primera vegada a l'estació de Plaça Catalunya del Ferrocarril de Sarrià el 1914, en aquells moments, encara sense soterrar. El 1924 comença el soterrament del Ferrocarril de Sarrià i l'estació provisional que es construeix també utilitza la solució Barcelona. L'estació subterrània s'inaugura el 1929 i continua mantenint la configuració de les estacions precedents. El 1959 s'amplia l'estació amb més vies. Dues d'aquestes (vies 3 i 4) s'acaben configurant de la mateixa manera.
El soterrament de la línia fins a Sarrià durant els anys 50 va motivar que les estacions subterrànies de Muntaner i de la Bonanova també disposessin de la solució Barcelona. Si originalment només eren andanes de sortida (pel simple fet que l'únic accés era per una escala automàtica de sortida), actualment l'andana central de la Bonanova és l'andana utilitzada pels passatgers amb mobilitat reduïda, ja que és l'única andana adaptada.
L'estació de Sarrià, entre el 1976 i l'estiu del 2016 va disposar de quatre vies i tres andanes. Els trens que s'aturaven a la via 3 obrien portes a ambdós costats. Des del 2016, només els trens de la via 2 obren portes a ambdós costats.
Les estacions d'Avinguda Tibidabo, Sabadell Estació i Sabadell Rambla (clausurada el 12 de setembre de 2016), tenen una via i dues andanes: una d'entrada i l'altra de sortida.

### Gran Metro
El primer tram del Gran Metro (actual línia 3) es va inaugurar el 1924 i totes les estacions disposaven de dues vies amb andanes laterals. El 1932, l'estació de Passeig de Gràcia (llavors anomenada Aragó) va patir obres de millora, on s'hi va afegir una tercera andana central. La intenció original era facilitar el transbordament entre els ramals de Liceu i Correus (permetent els passatgers de fer transbord només creuant l'andana), però el fet que s'hi instal·lés una escala automàtica de pujada va fer que la sortida de l'estació es fes per l'andana central. La construcció d'un nou vestíbul i el passadís de correspondència amb la línia 4, va obligar a suprimir l'andana central i retornar a la configuració original el 1972.
L'estació de Diagonal de la L3, va ser modificada de la mateixa manera que la de Passeig de Gràcia, si bé només va estar configurada amb la solució Barcelona entre 1941 i 1969.
L'estació de Correus (clausurada des de 1972) es trobava als túnels construïts pel metro el 1907, durant la construcció de la Via Laietana. Només disposava d'una via, però disposava de dues andanes. Des de la seva inauguració fins a la seva clausura va estar configurada amb la solució Barcelona.

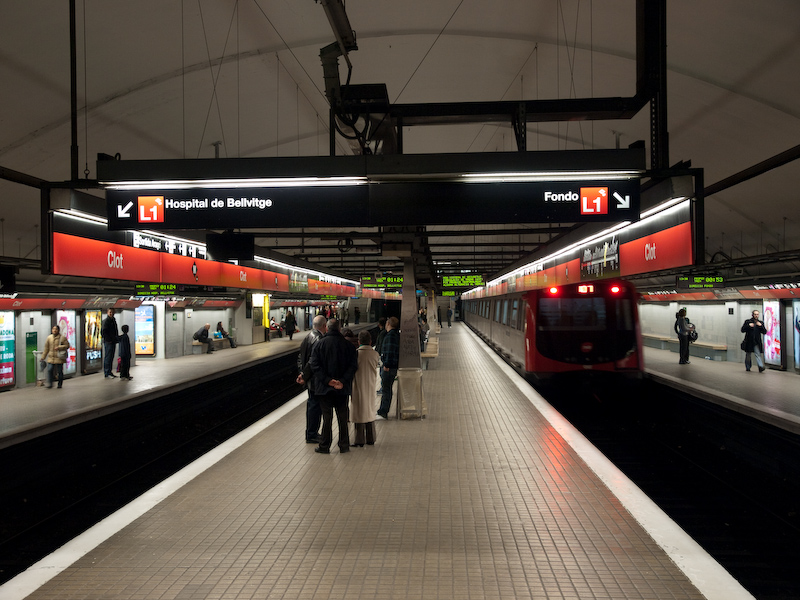
Estació de Clot (L1)

### Metro Transversal
El 1926 s'inaugura l'actual línia 1 del metro de Barcelona entre Catalunya i Bordeta. Per problemes de finançament, l'estació definitiva de plaça Catalunya no s'havia acabat de construir, i es va haver de construir una estació provisional sota la Ronda Universitat, amb dues vies mortes i tres andanes. L'estació provisional va desaparèixer el 1932 amb el perllongament del metro fins a Arc de Triomf i la inauguració de l'estació definitiva de plaça Catalunya, que no utilitzava la solució Barcelona.
L'antiga estació de Santa Eulàlia, oberta el 1932, només disposava d'una via i una andana, però a causa del gran nombre de passatgers que utilitzaven l'estació, es va haver d'afegir una segona andana el 1956. L'estació antiga va ser clausurada i demolida el 1980, per permetre la prolongació de la línia cap a la Torrassa. La nova estació (1983), disposa de dues vies amb dues andanes laterals.
Les estacions de la línia 1 inaugurades els anys 50 i 60 del segle xx i situades sota l'avinguda Meridiana, van ser construïdes utilitzant la solució Barcelona. Aquestes estacions són Glòries, Clot, Navas, La Sagrera, Fabra i Puig i Sant Andreu. L'estació de la Sagrera de la línia 5 també es va construir d'aquesta manera.
Exceptuant l'estació de Sagrera (l'única de correspondència en aquells moments), a diferència de les altres línies, l'accés als trens es realitzava per les andanes centrals i la sortida es realitzava per les andanes laterals. La causa és que les taquilles estaven situades a l'inici de les escales de l'andana central. D'aquesta manera s'evitava haver de posar taquilles separades per cada direcció. En començar a aparèixer les targetes multiviatge i els torniquets, la restricció d'entrar per l'andana central va ser abolida.
Totes les estacions encara disposen de tres andanes, a excepció de la Sagrera (línies 1 i 5), on es va reconfigurar l'estació i es va construir una andana central molt ampla.

### Xarxa de via ampla
L'antiga estació de les Rodalies de l'estació de França tenia moltes vies, algunes de les quals disposaven de dues andanes. L'estació va clausurar-se el 1989.
L'estació de l'Aeroport inicialment disposava de dues vies mortes amb dues andanes laterals, però com que a la pràctica només s'utilitzava una via, es va desmantellar la segona via i al seu lloc s'hi va construir una segona andana per a la via en ús.

## Aplicació a la resta del món
- Atenes
  - Omonia (línia 1)
  - Pireu

- Barcelona
  - Aeroport (Rodalies)
  - Avinguda Tibidabo
  - Catalunya (línies 6, 7 i FGC)
  - Clot (línia 1)
  - Fabra i Puig
  - Glòries
  - La Bonanova
  - Muntaner
  - Navas
  - Sant Andreu
  - Antigament: Catalunya (línia 1), Correus, Diagonal (línia 3), Passeig de Gràcia (línia 3), Sabadell Estació, Sabadell Rambla, Santa Eulàlia.

- Brussel·les
  - Anneessens
  - Bourse
  - De Brouckère (línies 3 i 4)
  - Gare du Midi (metro)
  - Rogier

- Buenos Aires
  - Constitución
  - Retiro

- Lausana
  - Flon (línia M1)
  - Renens (línia M1)
- Lió
  - Hôtel de Ville - Louis Pradel (línia C)

- Londres
  - Barking
  - Canary Wharf (DLR)
  - Heathrow Terminal 5 (Piccadilly)
  - Tower Gateway
  - Stratford (Central)

- Madrid
  - Argüelles (parcialment a la línia 4)
  - Avenida de América (línies 6 i 7)
  - Campamento
  - Carabanchel
  - Cuatro Caminos (parcialment a la línia 2)
  - Manuel Becerra (línia 6)
  - Miguel Hernández
  - Laguna (línia 6)
  - Pacífico (línia 6)
  - Plaza Elíptica (línia 6)
  - Sáinz de Baranda (línia 6)
  - Antigament a: Aluche, Lago i Plaza de España (línia 10)

- Múnic (S-Bahn)
  - Hauptbahnhof
  - Karlsplatz
  - Marienplatz

- Paris
  - Charles de Gaulle - Étoile (línia 6)
- Rotterdam
  - Rotterdam Centraal (línia D)

- Singapur
  - Ang Mo Kio
  - Jurong East
  - Paya Lebar
  - Tanah Merah

- Stuttgart
  - Mineralbäder
  - Pragsattel

- Sydney
  - Olympic Park

- Toronto
  - Kennedy
  - Sheppard-Yonge

- Tolosa de Llenguadoc
  - Jean-Jaurès (línia B)
- Viena
  - Stadion
  - Antigament: Schottentor (línia U2)
- Zandvoort
  - Zandvoort aan Zee (NS)

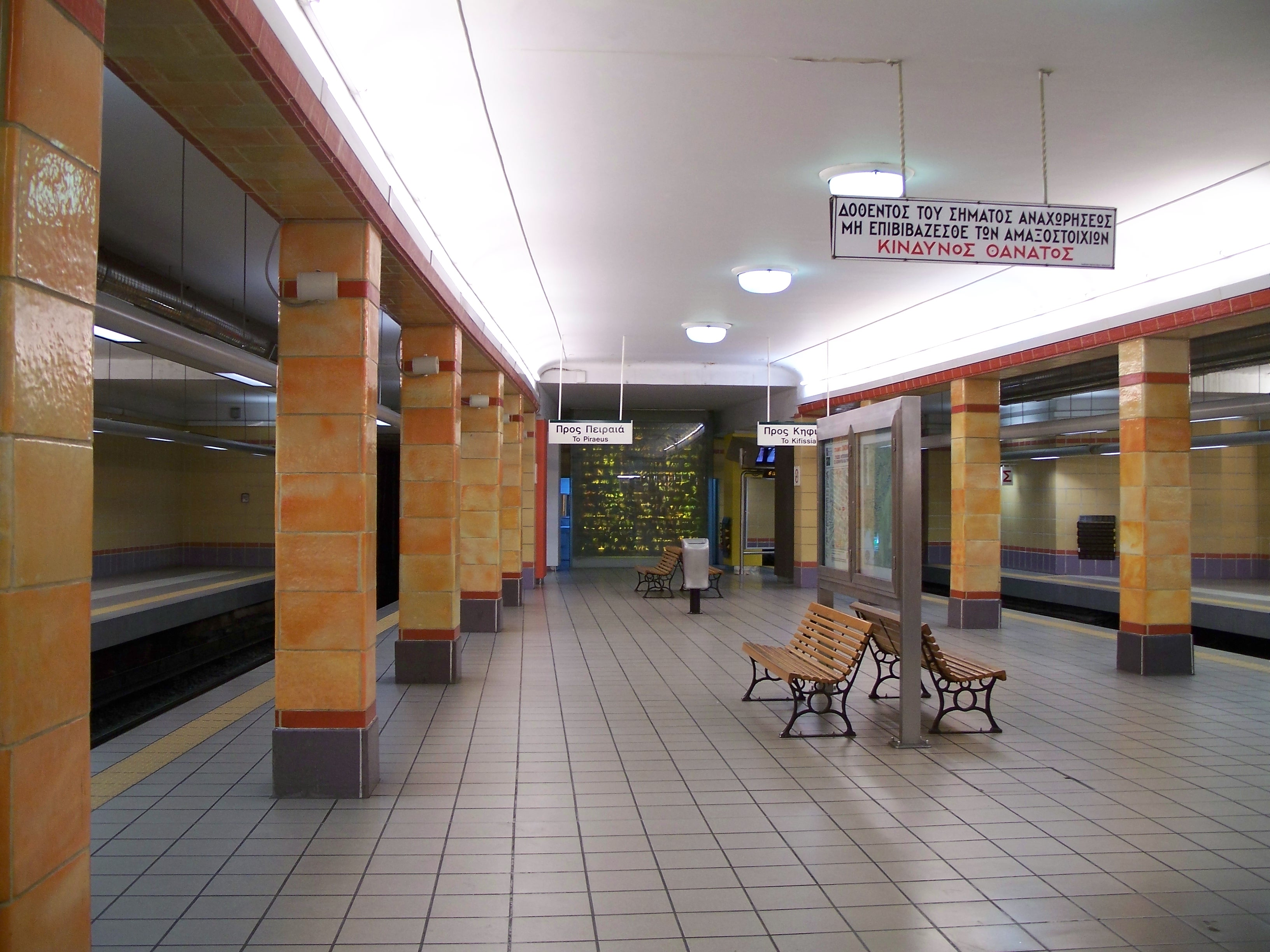
Omonia (Atenes)
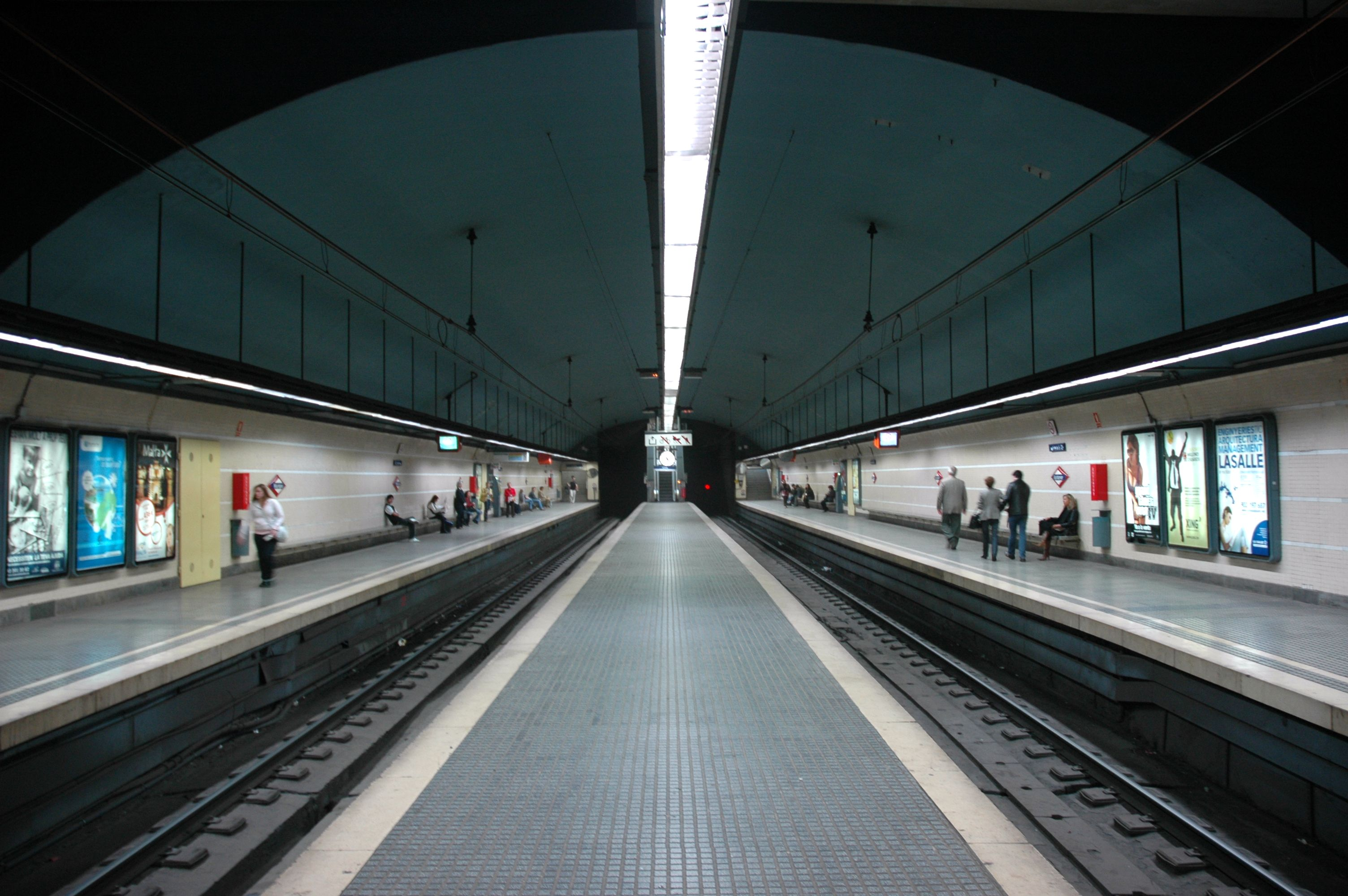
Muntaner (Barcelona)
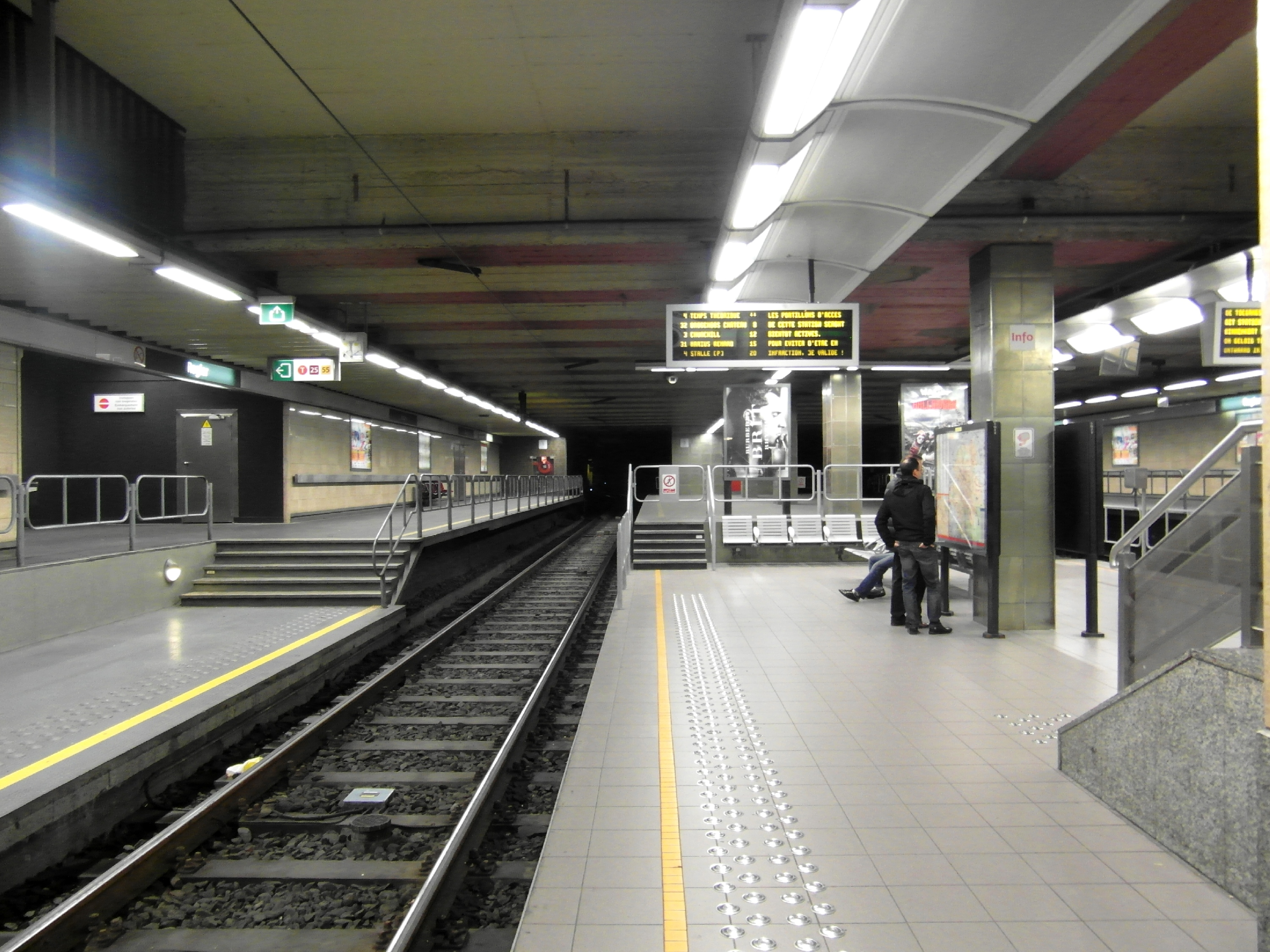
Rogier (Brussel·les)
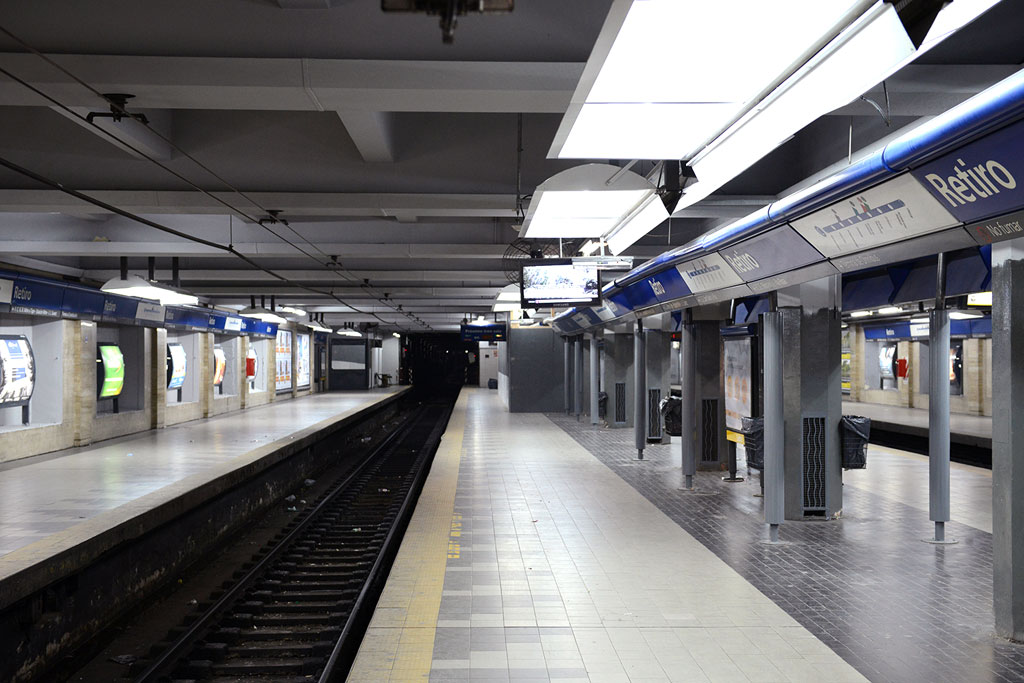
Retiro (Buenos Aires)
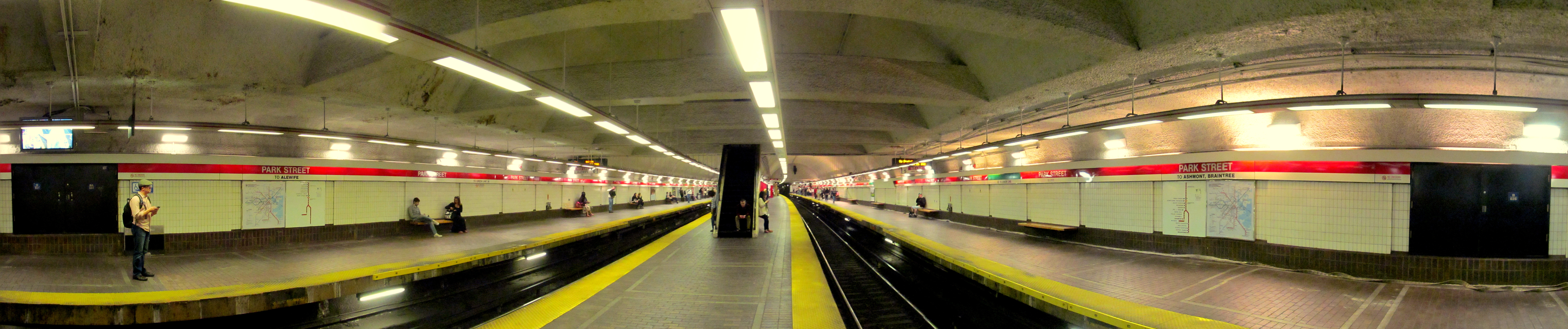
Park Street (Boston)
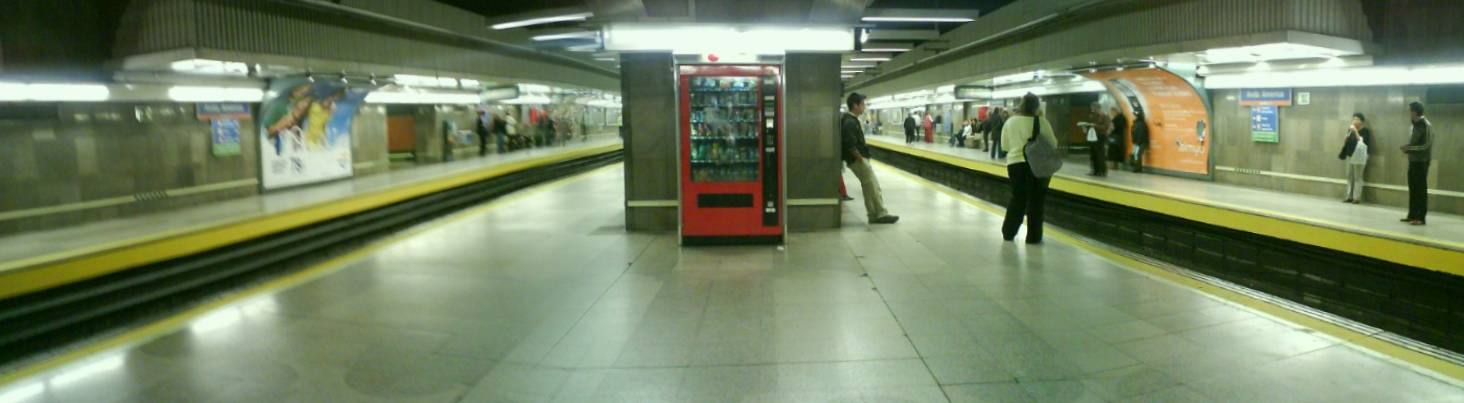
Avenida de América (Madrid)
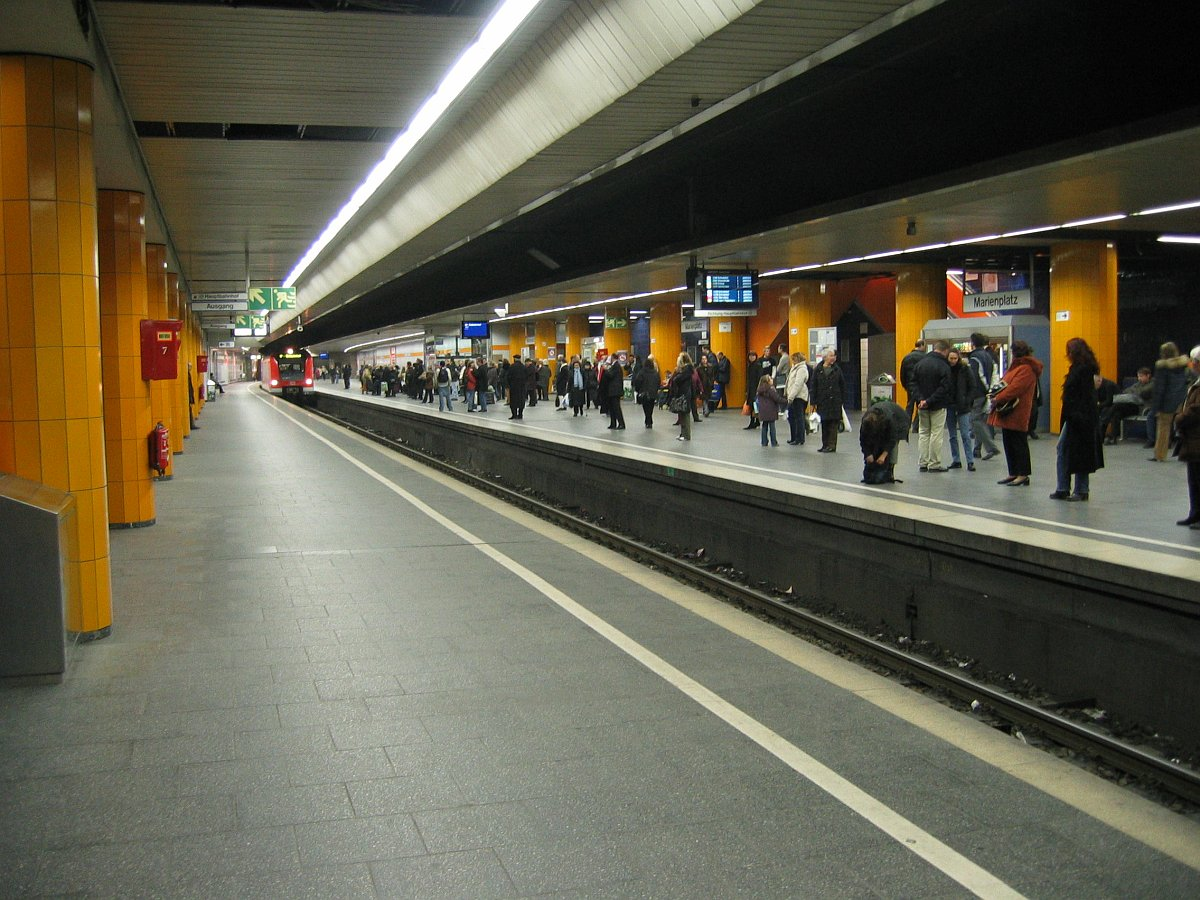
Marienplatz (Múnic)
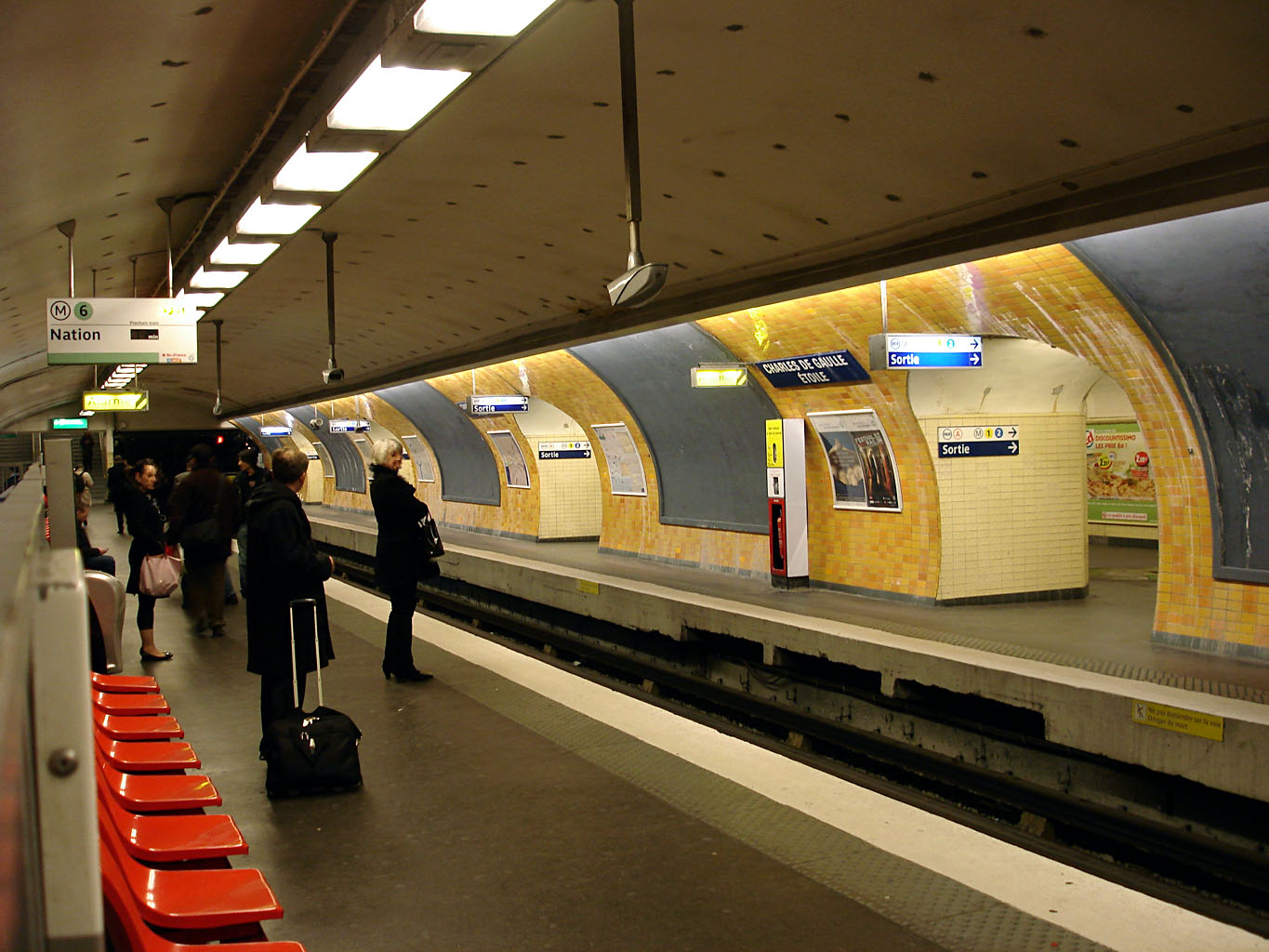
Charles de Gaulle - Étoile (París)
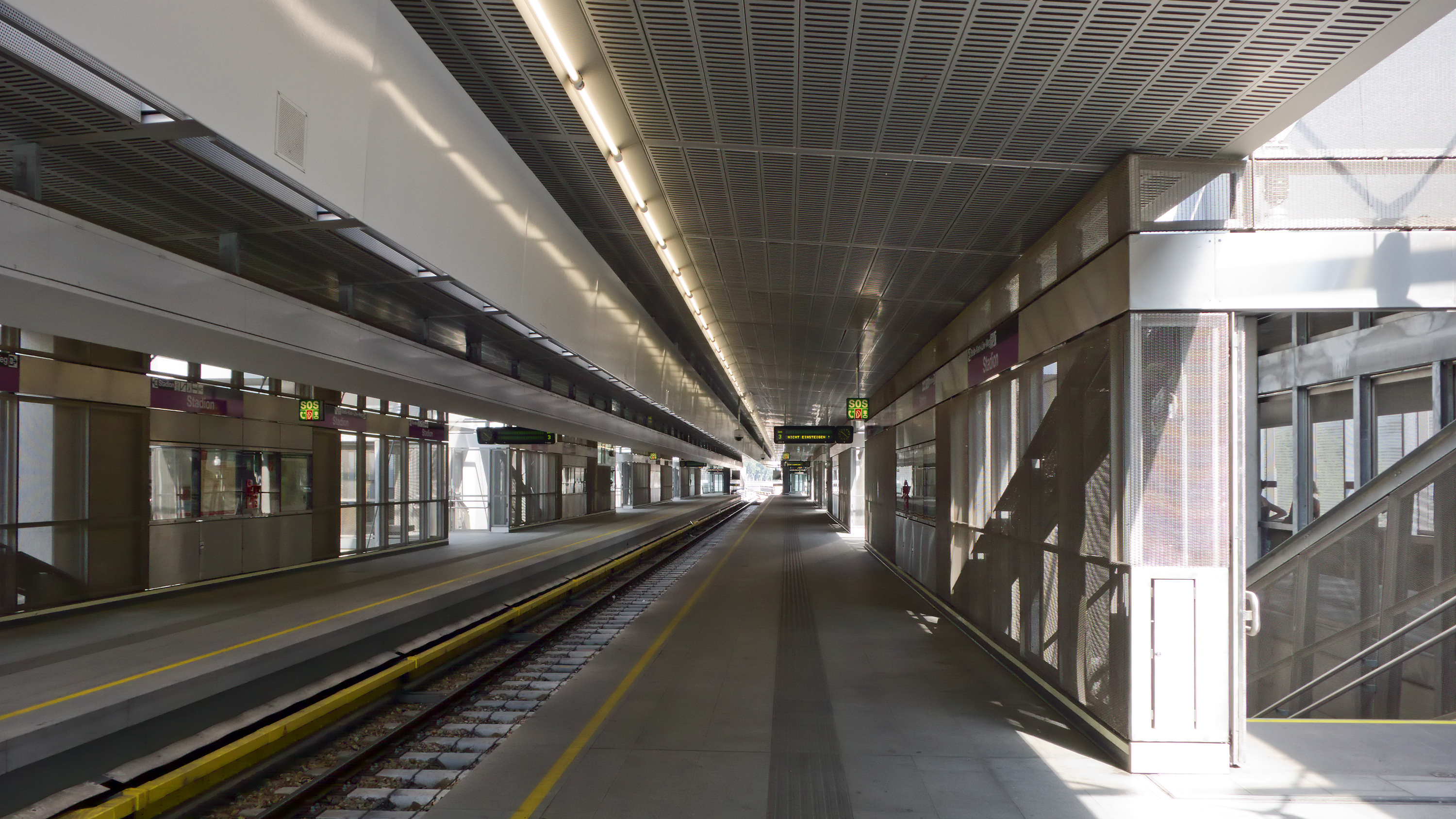
Stadion (Viena)